# Gare de Maurs
La gare de Maurs est une gare ferroviaire française de la ligne de Figeac à Arvant, située sur le territoire de la commune de Maurs, dans le département du Cantal, en région Auvergne-Rhône-Alpes.
C'est une gare voyageurs de la Société nationale des chemins de fer français (SNCF), desservie par des trains TER Auvergne-Rhône-Alpes.

## Situation ferroviaire
Établie à 256 mètres d'altitude, la gare de Maurs est située au point kilométrique (PK) 257,616 de la ligne de Figeac à Arvant, entre les gares de Bagnac et de Boisset.

## Fréquentation
De 2015 à 2023, selon les estimations de la SNCF, la fréquentation annuelle de la gare s'élève aux nombres indiqués dans le tableau ci-dessous:
| Année     | 2015   | 2016   | 2017   | 2018   | 2019  | 2020  | 2021  | 2022   | 2023   | 2024   |
| --------- | ------ | ------ | ------ | ------ | ----- | ----- | ----- | ------ | ------ | ------ |
| Voyageurs | 12 099 | 11 859 | 12 471 | 11 296 | 7 724 | 3 962 | 7 095 | 10 054 | 11 078 | 11 553 |

## Service des voyageurs

### Accueil
C'est une gare SNCF qui dispose d'un bâtiment voyageurs, avec guichet ouvert certains jours. 

### Desserte

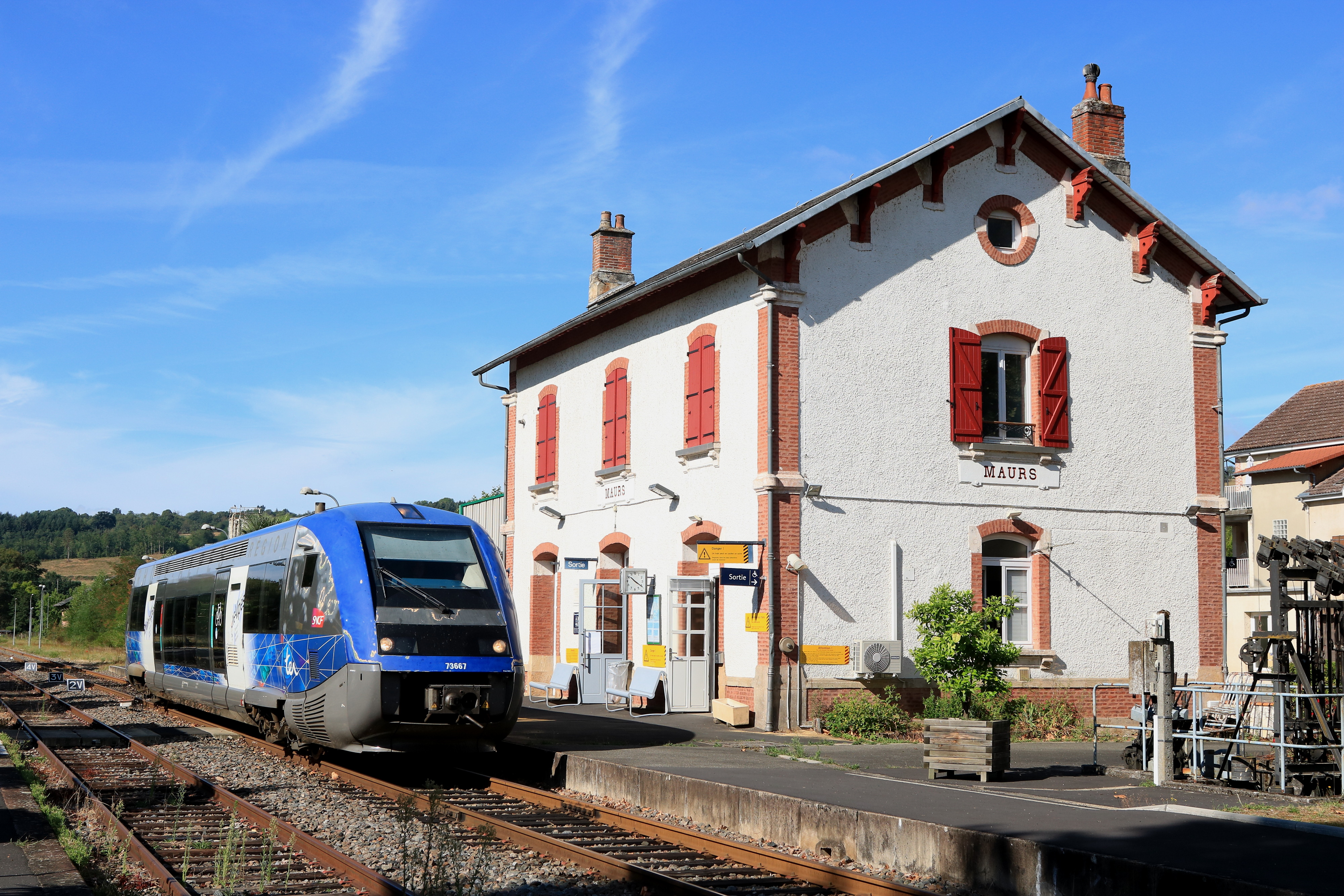
Un TER Figeac - Aurillac repart de la gare.

Maurs est desservie par des trains TER Auvergne-Rhône-Alpes qui circulent entre les gares d'Aurillac et de Figeac.

### Intermodalité
Un parking pour les véhicules est aménagé.